# Hoa Lư (capitale historique)
Hoa Lư est une ancienne capitale du Viêt Nam située à 90 km au sud de Hanoï. Entre 968 et 1010, elle fut la capitale de trois dynasties féodales du Viêt Nam : Dinh, Tien Le et Lý. En 1010, le roi Ly Thai To transféra la capitale à Hanoï. Le roi fit construire plus tard à Hoa Lu de nombreux temples et pagodes.
À l'époque moderne, Hoa Lư est une destination touristique célèbre de la province de Ninh Binh. Elle fait partie du complexe paysager de Tràng An.

## Vue d'ensemble
Hoa Lu est une zone de monuments couvrant 13 km2. Sa zone centrale de 3 km2 abrite des temple des rois. Les monuments comprennent des temples, des pagodes et des systèmes de grottes calcaires.
Monuments les plus typiques : Hang Mua, le temple Noi Lam, Bai Dinh - la plus importante pagode du Viêt Nam, Thung Chim (Jardin d'oiseau), Thung Nang (Vallée du Soleil), le  temple de Thai Vi, la pagode de Bich Dong (Grotte de la Perle), Tam Coc (trois grottes), le temple du roi Le Dai Hanh, le temple du roi Dinh Tiên Hoang.

## Temple du roi Dinh Tiên Hoang

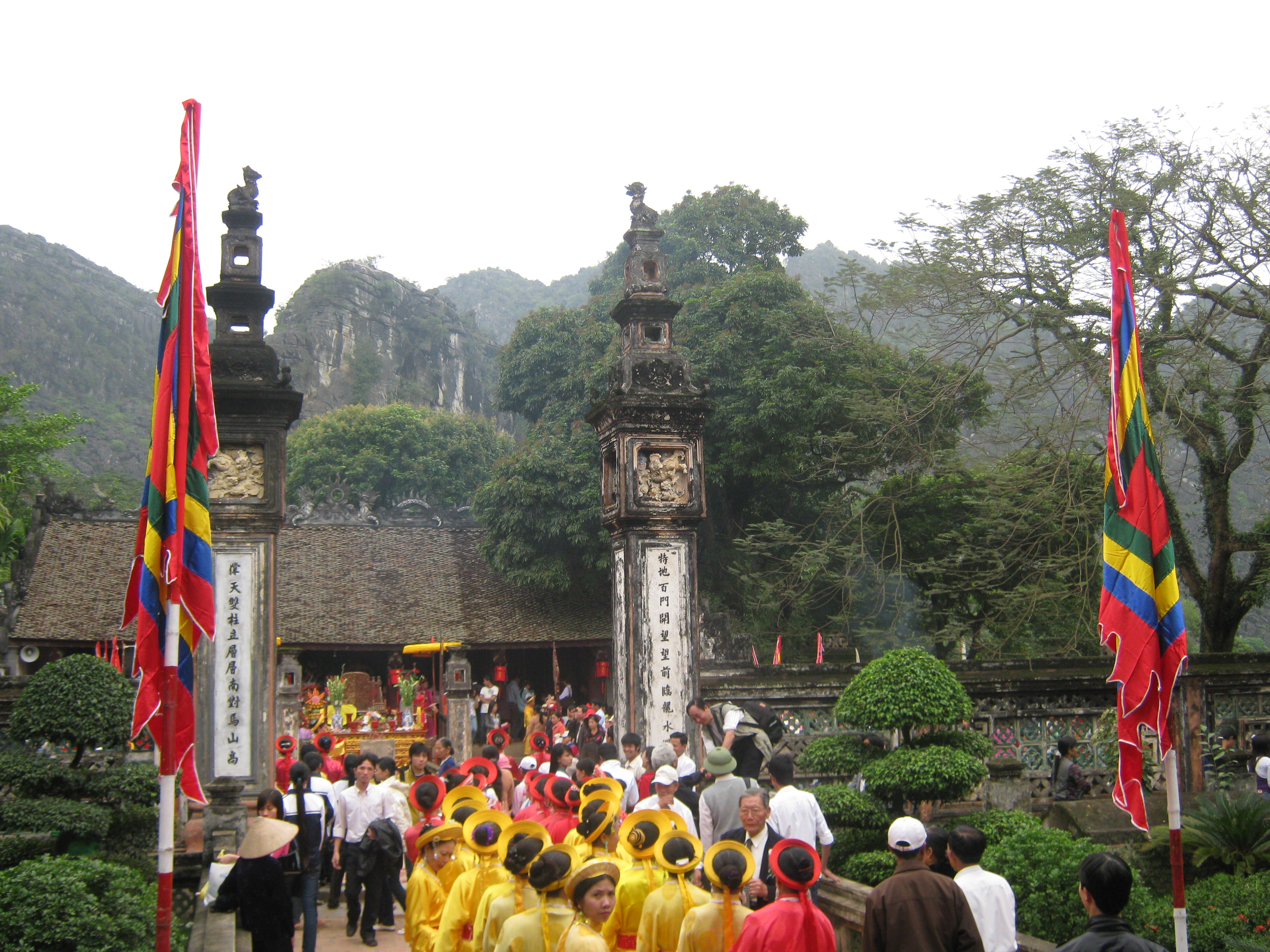
Temple du roi Dinh Tiên Hoang.

Hoa Lu fut la première capitale du roi Dinh Tien Hoang (924-979), construite après la réunification du Viêt Nam. La citadelle fut construite en reliant les montagnes avec des murs de calcaire, y compris les deux tours intérieure et extérieure. Le temple est maintenant situé à l'extérieur.
Le temple du roi Dinh Tiên Hoang est le plus beau vestige et le plus caractéristique de Hoa Lu. Orienté vers l’est, il est entouré d’une enceinte délimitant un espace de 5 hectares et se cache sous l’ombre d’arbres centenaires, avec plusieurs jardins d’arbres fruitiers et de plantes ornementales. L'ouvrage architectural est original et splendide, remarquable du point de vue de l’art de la sculpture sur bois et sur pierre des artisans vietnamiens du XVIIe siècle.

## Temple de l'empereur Le Dai Hanh

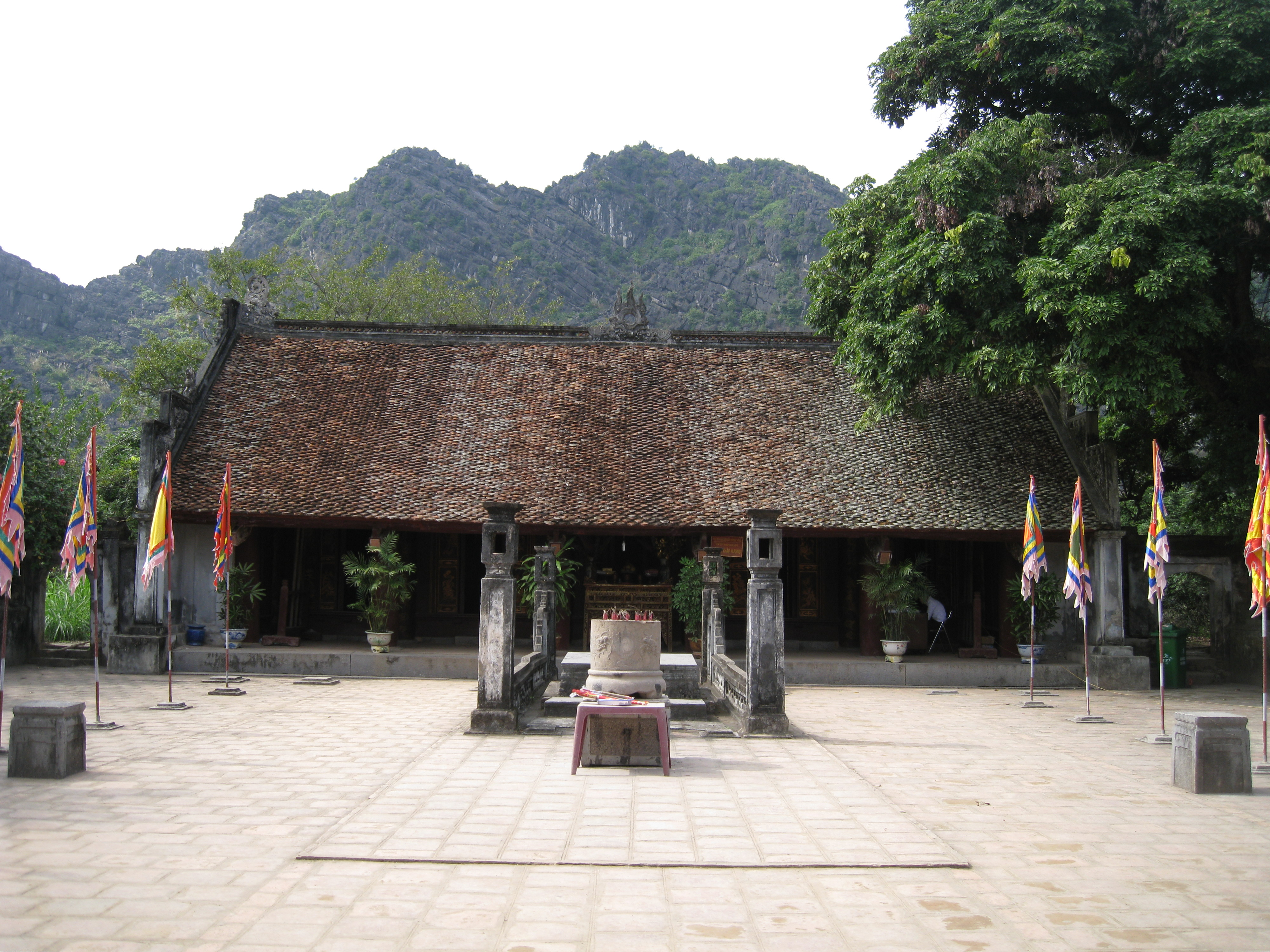
Temple de l'empereur Lê Đại Hành.

À 300 m au nord du temple de Dinh Tien Hoang, le temple de l’empereur Lê Đại Hành est construit sur l’ancien emplacement du palais royal de la capitale de Hoa Lu. Aujourd’hui situé dans le village de Truong Yen Ha, il est également appelé temple Ha.
Ce palais abrite la statue de l’empereur Lê Đại Hành (941-1005), encadrée à sa droite de celle de l’impératrice Duong Van Nga et à sa gauche de celle de son cinquième fils Lê Ngọa Triều, troisième et dernier empereur de la dynastie Lê antérieure.

## Complexe de tourisme écologique de Trang An
Le complexe paysager de Trang An s’étend sur 2 168 hectares autour de Hoa Lu. Il est consacré au tourisme écologique.
L’ensemble des grottes de Trang An se trouve dans une forêt primaire d’une grande diversité en flore et en faune, qui abrite des animaux rares tels que le langur de Delacour (un singe à culotte blanche), un primate inscrit dans le Livre rouge du Viêt Nam, ou encore le phénix de terre [Quoi ?].
Pendant les travaux effectués dans ce secteur d’écotourisme, de nombreux objets anciens remontant aux dynasties Dinh et Lê antérieurs ont été découverts : cruches, bols, assiettes, briques, mortiers, monnaies en alliage de cuivre...

## Galerie

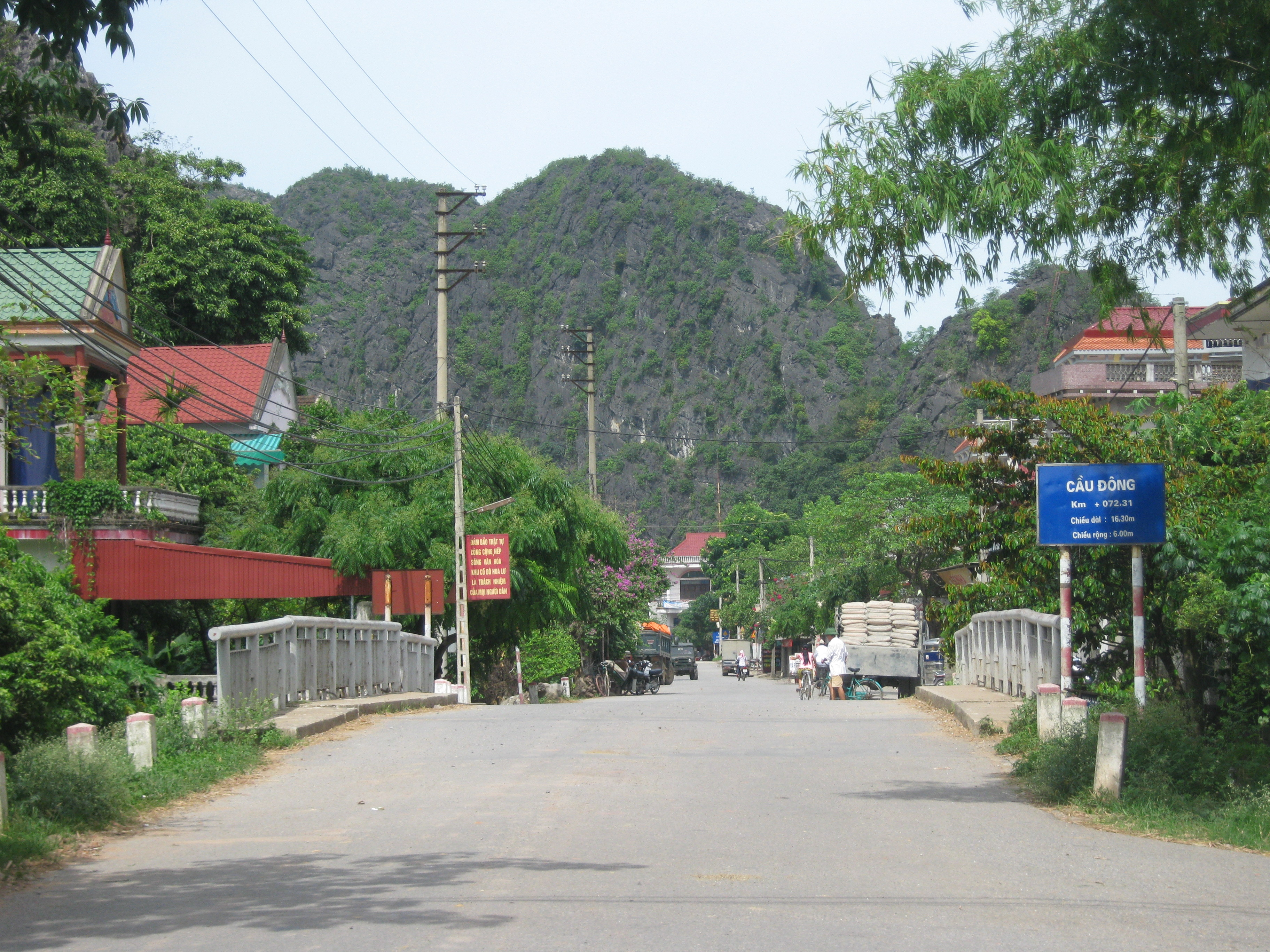
Paysage de la rue du Pont Est et Mont Cho
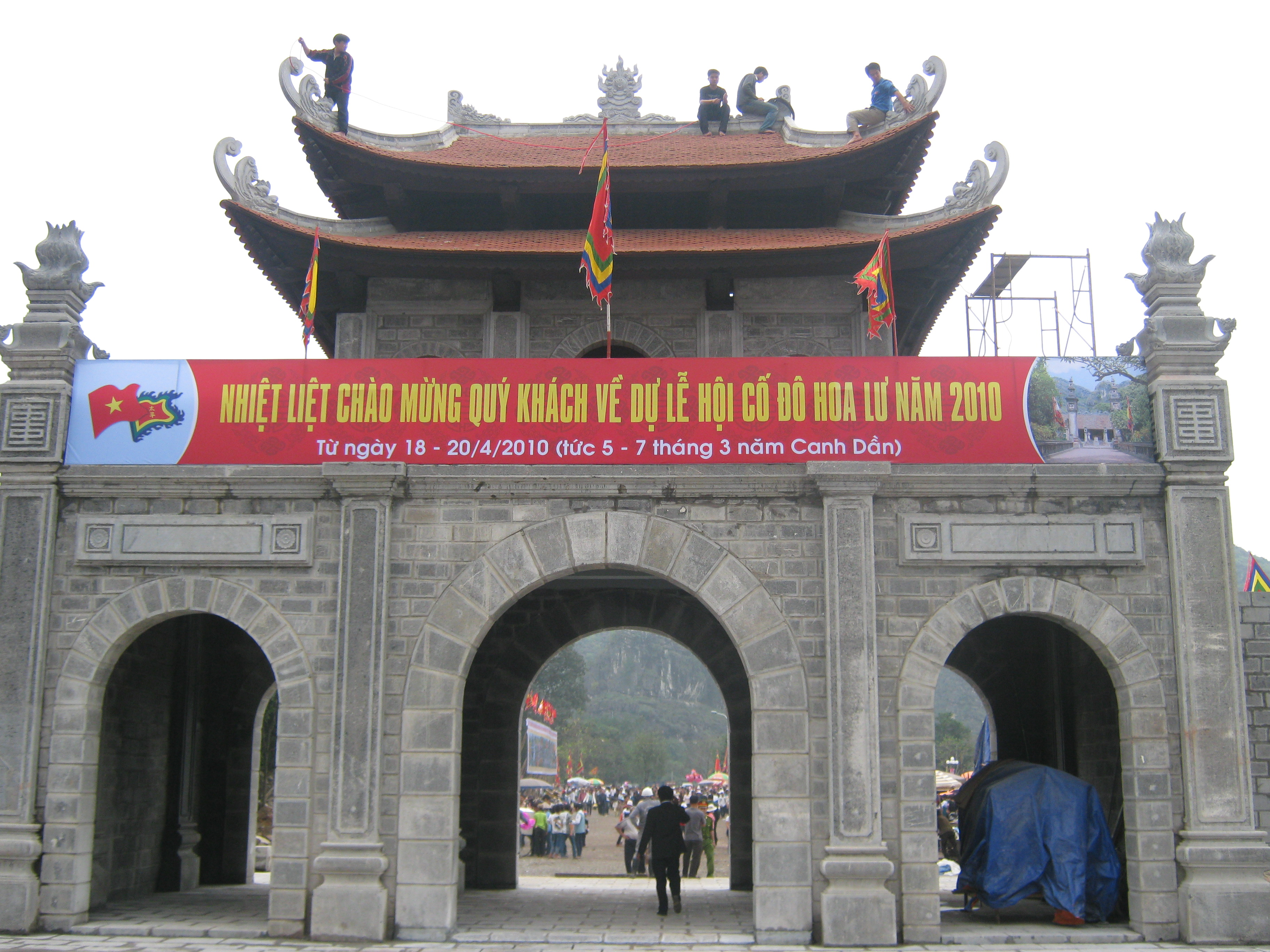
Porte du temple de l'empereur Đinh Bộ Lĩnh
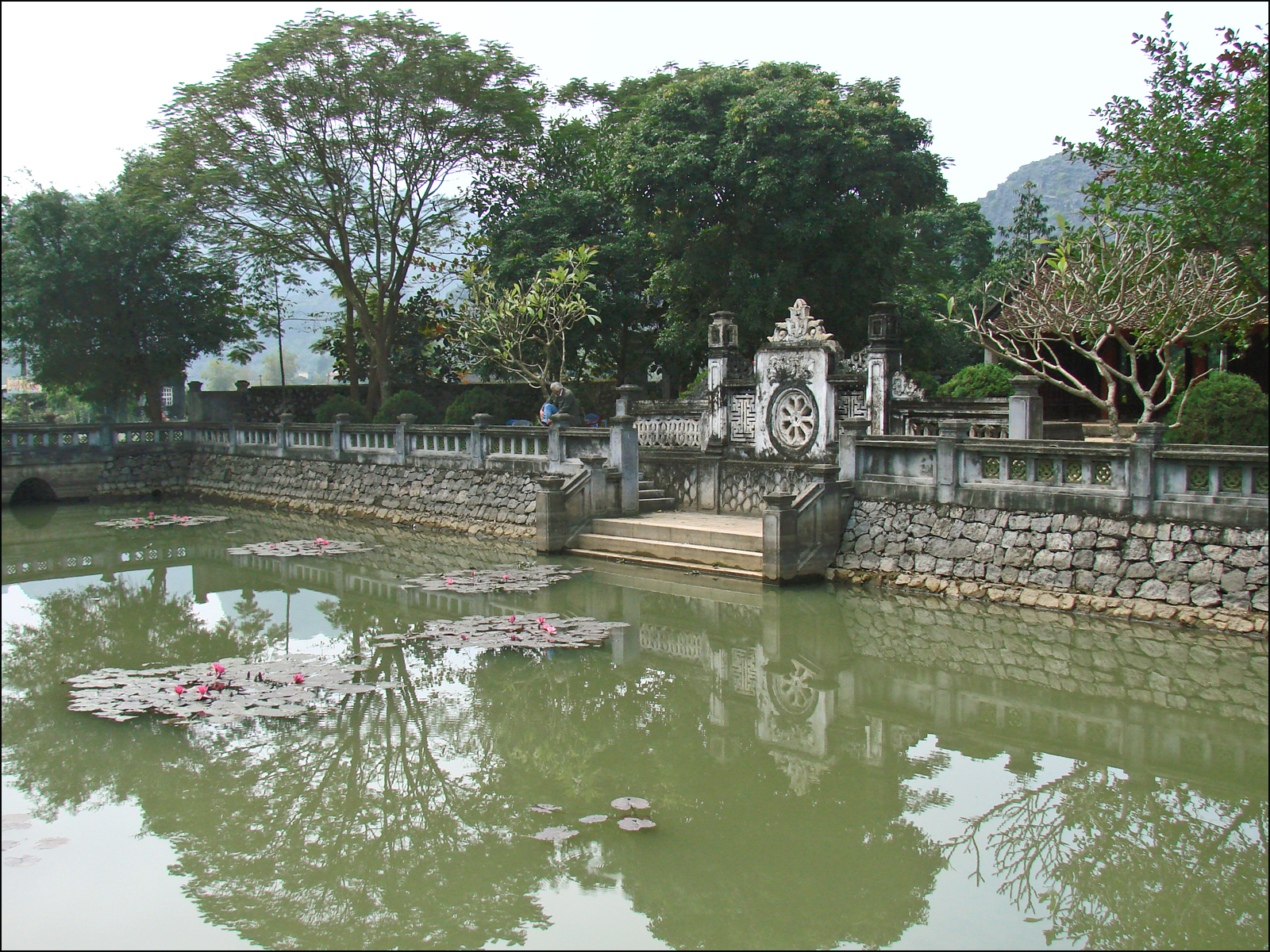
Lac du quartier de lune
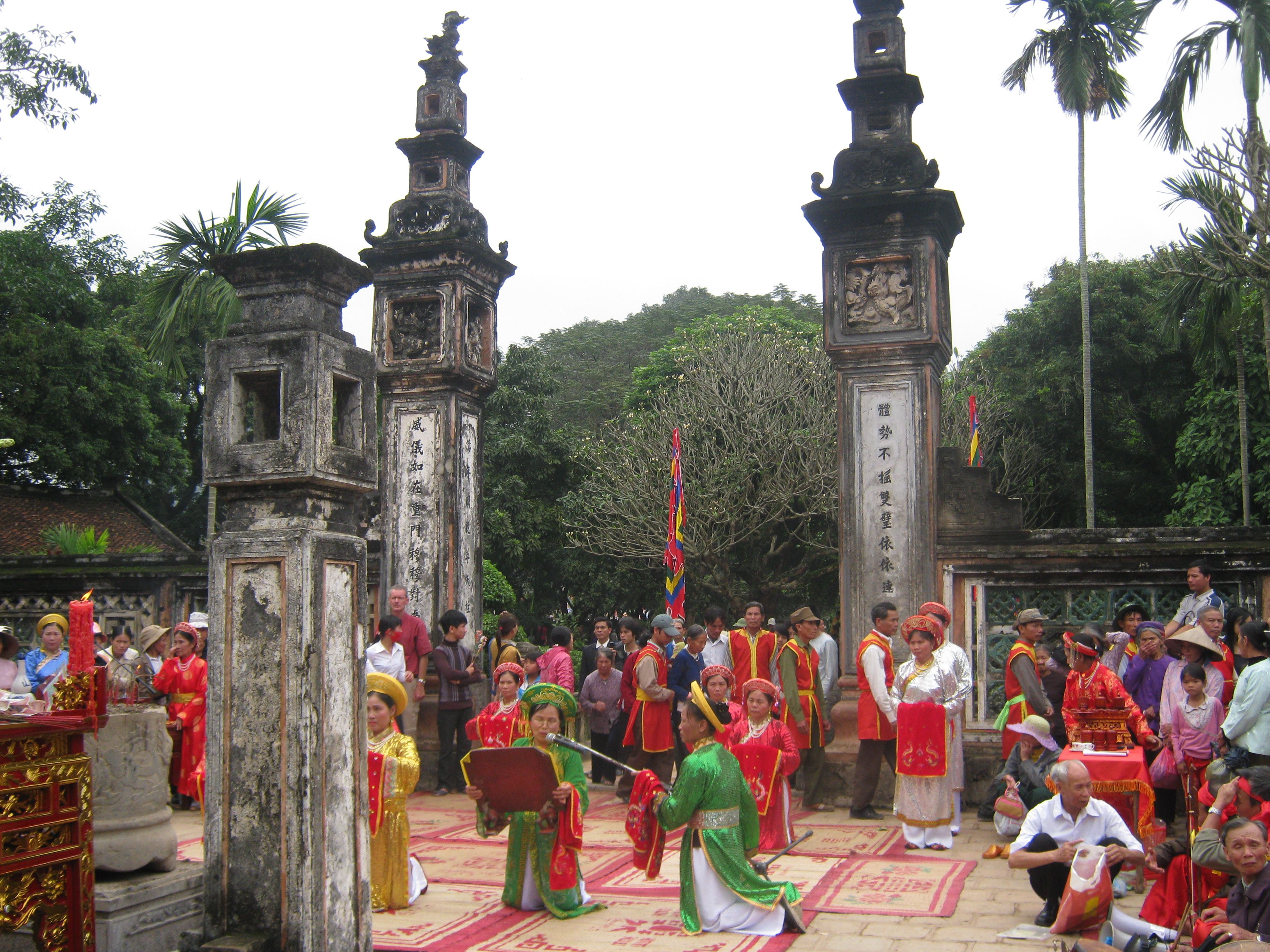
Festival de Hoa Lu

### Les dynasties du Đại Cồ Việt (939-1009)
- Dynastie Ngô (939-968)
- Dynastie des Đinh (968–980) ;
- Dynastie des Lê antérieurs (980–1009)
- Dynastie Lý
- Dynastie des Trân (1225–1400) ;
- Dynastie des Hô (1400–1407)
- dynastie des Lê postérieurs (1428–1527 et 1533–1788) ;
- Dynastie des Mac (1527–1677) ;
- dynastie des Trịnh (1539-1786) ;
- dynastie des Tây Sơn (1778–1802).